# 스즈키 기요타케
스즈키 기요타케(일본어: 鈴木 皖武, 1941년 2월 6일 ~ )는 일본의 전 프로 야구 선수이다. 에히메현 시코쿠추오시 출신이며 현역 시절 포지션은 투수였다.

## 인물
도이 고등학교 시절인 1957년에 추계 시코쿠 대회 에히메현 예선 준준결승에 진출했지만 기타우와 고등학교에게 패했다. 이듬해 1958년, 그라운드에 흙을 옮기는 작업 도중 토사 붕괴로 왼쪽 골반에 골절상을 입어 졸업 후에 약속했던 이요 은행의 입사를 포기했다. 졸업 후에는 다이마이 오리온스의 입단 테스트를 받았지만 불합격됐고 1959년에 도쿄 철도 관리국에 입사했다. 1961년에 개최된 일본 산업 대항 야구 대회에서는 팀의 에이스로서 활약하여 8강에 진출했지만 구마가이구미에게 패했다. 이 대회의 우수 선수로 선정됐다. 사회인 야구팀에서의 3년간 실적을 쌓았고 1962년에는 고쿠테쓰 스왈로스에 입단했다.
프로 1년째부터는 41경기에 등판하여 중간 계투, 마무리 투수로서 활약했는데 특히 1966년에는 개인 최다인 62경기에 등판했고 8승 가운데 5승을 요미우리 자이언츠전에서 기록했다. 1967년에는 올스타전에 출전했다. 1969년 사이온지 아키오와의 맞트레이드로 한신 타이거스에 이적했고 중간 계투로서 활약했다. 하지만 1973년 8월에 가네다 마사야스 감독에게 폭행을 저지르고 구단으로부터 1개월 근신 처분을 받았다(그해 11월에는 곤도 마사토시도 가네다에게 폭력을 휘둘러 이 사건으로 인해 현역에서 은퇴했다). 1974년에는 좋은 성적을 남겼지만 이듬해 1975년에 오가와 세이이치, 우에쓰지 오사무, 모리야마 마사요시, 히라야마 히데오 등과 함께 이케베 이와오, 이노우에 게이이치와의 5대 2 맞트레이드로 롯데 오리온스에 이적했고 같은 해 현역에서 은퇴했다.
1976년부터 2015년까지 롯데의 시코쿠·주고쿠 지구 담당 스카우트를 지냈다. 2016년에 청소년 야구와 관련한 자격 회복 연수를 받은 뒤 이듬해 2017년 2월 7일에는 일본 학생 야구 협회로부터 청소년 야구 자격 회복의 적성 인정을 받은 데 따른 청소년 야구 선수 지도를 하게 됐다.

## 상세 정보

### 출신 학교
- 에히메 현립 도이 고등학교

### 선수 경력
- 도쿄 철도 관리국
- 고쿠테쓰 스왈로스·산케이 스왈로스·산케이 아톰스(1962년 ~ 1968년)
- 한신 타이거스(1969년 ~ 1974년)
- 롯데 오리온스(1975년)

### 개인 기록
- 올스타전 출장 : 1회(1967년)

### 등번호
- 17(1962년 ~ 1968년)
- 7(1969년 ~ 1970년)
- 13(1971년 ~ 1974년)
- 14(1975년)

### 연도별 투수 성적
| 연 도       | 소 속           | 등 판 | 선 발 | 완 투 | 완 봉 | 무 4 구 | 승 리 | 패 전 | 세 이 브 | 홀 드 | 승 률 | 타 자 | 이 닝  | 피 안 타 | 피 홈 런 | 볼 넷 | 고 4 | 몸 맞 | 탈 삼 진 | 폭 투 | 보 크 | 실 점 | 자 책 점 | 평 자 책 | W H I P |
| ----------- | --------------- | ----- | ----- | ----- | ----- | ------- | ----- | ----- | -------- | ----- | ----- | ----- | ------ | -------- | -------- | ----- | ---- | ----- | -------- | ----- | ----- | ----- | -------- | -------- | ------- |
| 1962년      | 고쿠테쓰 산케이 | 41    | 5     | 0     | 0     | 0       | 1     | 6     | --       | --    | .143  | 406   | 97.1   | 79       | 4        | 37    | 2    | 6     | 69       | 3     | 0     | 44    | 42       | 3.86     | 1.19    |
| 1963년      | 고쿠테쓰 산케이 | 48    | 10    | 0     | 0     | 0       | 3     | 9     | --       | --    | .250  | 447   | 107.2  | 87       | 12       | 45    | 0    | 4     | 59       | 1     | 0     | 60    | 53       | 4.42     | 1.23    |
| 1964년      | 고쿠테쓰 산케이 | 22    | 0     | 0     | 0     | 0       | 1     | 1     | --       | --    | .500  | 120   | 28.1   | 23       | 2        | 12    | 1    | 4     | 15       | 0     | 0     | 13    | 11       | 3.54     | 1.24    |
| 1965년      | 고쿠테쓰 산케이 | 49    | 3     | 0     | 0     | 0       | 3     | 4     | --       | --    | .429  | 363   | 89.2   | 59       | 12       | 42    | 1    | 1     | 96       | 1     | 1     | 40    | 35       | 3.50     | 1.13    |
| 1966년      | 고쿠테쓰 산케이 | 62    | 1     | 0     | 0     | 0       | 8     | 9     | --       | --    | .471  | 680   | 170.1  | 121      | 18       | 57    | 15   | 5     | 105      | 1     | 0     | 48    | 44       | 2.33     | 1.05    |
| 1967년      | 고쿠테쓰 산케이 | 53    | 0     | 0     | 0     | 0       | 8     | 5     | --       | --    | .615  | 525   | 129.1  | 96       | 23       | 45    | 7    | 7     | 110      | 1     | 1     | 55    | 52       | 3.63     | 1.09    |
| 1968년      | 고쿠테쓰 산케이 | 36    | 1     | 0     | 0     | 0       | 1     | 3     | --       | --    | .250  | 316   | 71.1   | 69       | 11       | 36    | 2    | 2     | 43       | 4     | 0     | 40    | 33       | 4.18     | 1.47    |
| 1969년      | 한신            | 39    | 16    | 2     | 1     | 1       | 6     | 8     | --       | --    | .429  | 524   | 133.1  | 97       | 14       | 32    | 1    | 5     | 106      | 2     | 0     | 38    | 32       | 2.17     | 0.97    |
| 1970년      | 한신            | 26    | 10    | 3     | 0     | 0       | 5     | 5     | --       | --    | .500  | 370   | 94.2   | 70       | 11       | 21    | 3    | 3     | 49       | 0     | 0     | 25    | 25       | 2.37     | 0.96    |
| 1971년      | 한신            | 24    | 12    | 3     | 0     | 0       | 4     | 7     | --       | --    | .364  | 390   | 92.0   | 86       | 11       | 32    | 7    | 2     | 72       | 0     | 0     | 34    | 29       | 2.84     | 1.28    |
| 1972년      | 한신            | 31    | 3     | 1     | 0     | 0       | 2     | 1     | --       | --    | .667  | 231   | 59.1   | 37       | 4        | 22    | 1    | 2     | 47       | 0     | 0     | 16    | 14       | 2.14     | 0.99    |
| 1973년      | 한신            | 27    | 4     | 0     | 0     | 0       | 2     | 2     | --       | --    | .500  | 206   | 50.2   | 33       | 3        | 23    | 3    | 1     | 40       | 0     | 0     | 22    | 18       | 3.18     | 1.11    |
| 1974년      | 한신            | 28    | 0     | 0     | 0     | 0       | 3     | 1     | 1        | --    | .750  | 195   | 47.0   | 37       | 6        | 19    | 2    | 1     | 40       | 0     | 0     | 18    | 18       | 3.45     | 1.19    |
| 1975년      | 롯데            | 16    | 0     | 0     | 0     | 0       | 0     | 0     | 0        | --    | ----  | 115   | 27.2   | 24       | 2        | 8     | 1    | 4     | 15       | 0     | 0     | 10    | 8        | 2.57     | 1.16    |
| 통산 : 14년 | 통산 : 14년     | 502   | 65    | 9     | 1     | 1       | 47    | 61    | 1        | --    | .435  | 4888  | 1198.2 | 918      | 133      | 431   | 46   | 47    | 866      | 13    | 2     | 463   | 414      | 3.11     | 1.13    |

- 굵은 글씨는 시즌 최고 성적.
- 고쿠테쓰(고쿠테쓰 스왈로스)는 1965년 시즌 도중에 산케이(산케이 스왈로스)로 구단명을 변경